# 249 (tal)
249 är det naturliga talet som följer 248 och som följs av 250.

## Inom vetenskapen
- 249 Ilse, en asteroid.

## Inom matematiken
- 249 är ett udda tal.
- 249 är ett semiprimtal